# Jiggy Jog
Jiggy Jog, född 3 mars 2019, är en amerikansk travare, mest känd för att ha segrat i Breeders Crown 3YO Filly Trot (2022) och Breeders Crown Open Mare Trot (2022). Hon är även det vinstrikaste svenskfödda stoet genom tiderna.

## Bakgrund
Jiggy Jog är ett mörkbrunt sto efter Walner och under Hot Mess Hanover (efter Cantab Hall). Han föddes upp av Vestmarka AB, Vinninga och ägs av ägarpseudonymen JOG Racing Stable. Hon tränades under tävlingskarriären av Åke Svanstedt och kördes av Dexter Dunn.

## Karriär
Jiggy Jog tävlade i Nordamerika mellan 2021 och 2023, och sprang in 3,1 miljoner dollar, ca 32 miljoner svenska kronor. Hon tog karriärens största segrar i Breeders Crown 3YO Filly Trot (2022) och Breeders Crown Open Mare Trot (2022). Hon har även segrat i Graduate Series (2023), International Trot (2024), John Cashman Memorial (2024) och Arthur J. Cutler Memorial (2024). 
I oktober 2024 meddelades det att Jiggy Jog avslutar tävlingskarriären på grund av en skada. Hon kommer istället vara verksam som avelssto.